# Castelluccio di Gela
Il Castelluccio di Gela è un castello che si erge su una collina di gesso e domina la costa a difesa della città di Gela.
Le origini del castello risalgono, secondo antichi documenti storici, al 1143, quando il conte Simone di Butera lo donò all'abate del Monastero di San Nicolò l'Arena di Catania.
Il castello è stato costruito utilizzando la calcarenite gialla e grandi blocchi di calcare bianco che danno all'intera struttura un aspetto davvero gradevole ed imponente, si presenta inoltre privo di decorazioni e merletti, caratteristiche che ne esaltano maggiormente la sua funzionalità.
Ubicato nella contrada Spadaro, è facilmente raggiungibile percorrendo la strada che da Gela porta a Catania e si trova a circa 10 km dalla città. Per quanto riguarda l'aspetto architettonico, si può notare che la pianta è rettangolare, con mura spesse e due possenti torri situate ai lati: la torre ad ovest presenta ancora i resti di una cisterna e di una sala ancora in parte visibile; nella torre ad est, invece, è visibile una cappella scavata nella parete.
Il castello, probabilmente, era organizzato a più piani, vista la doppia file di finestre visibili dall'esterno ed anche se ormai sono rimasti solo dei ruderi si possono ancora ricostruire le funzioni delle varie parti. Sono, comunque, ancora presenti parti degli ambienti dedicati alle stalle ed all'armeria e qualche sala residenziale.